# تصمیم اداری
تصمیم اجرایی (به انگلیسی: Executive Decision) یک فیلم اکشن و دلهره‌آور آمریکایی محصول سال ۱۹۹۶ به کارگردانی استوارت برد در اولین کارگردانی خود است. در این فیلم کورت راسل، استیون سیگال، هالی بری، الیور پلات، دیوید سوچت و جان لگوئیزامو بازی می‌کنند. این فیلم در ۱۵ مارس ۱۹۹۶ در ایالات متحده اکران شد و همچنین در مقابل بودجه ۵۵ میلیون دلاری ۱۲۲ میلیون دلار فروش داشت.

## خلاصه داستان
تصمیم اجرایی، فیلمی اکشن محصول سال ۱۹۹۶ به کارگردانی استوارت برد می‌باشد. در خلاصه داستان این فیلم آمده است، گروهی خلافکار یک هواپیما را با تعداد زیادی مسافر می‌ربایند. در این بین ستوان آستین تراویس یک مأمور باتجربه مطمئن است که این اتفاق یک هواپیما ربایی معمولی نیست و…

## بازسازی
در سال ۱۹۹۷، یک فیلم کم هزینه ویدئویی منتشر شد، با نام فرماندهی استراتژیک که طرح کلی را تقریباً یکسان می‌داند، با بازیگران مختلف.